# جائومه آمات
جائومه آمات (اسپانیایی: Jaume Amat‎؛ زادهٔ ۱ مارس ۱۹۷۰) بازیکن هاکی روی چمن اهل اسپانیا است که در مسابقات کشوری و بین‌المللی در مجموع برندهٔ ۲ مدال نقره شده‌است.